# Aharon Barak
Aharon Barak (hebrejsky: אהרן ברק, narozen 16. září 1936, Kaunas, Litva) je profesor práva na Inderdisciplinary Center v Herzliji, který zároveň přednáší právo na Hebrejské univerzitě v Jeruzalémě, Yale Law School a University of Toronto. V letech 1995 až 2006 byl předsedou izraelského Nejvyššího soudu. Předtím působil v letech 1978 až 1995 jako soudce Nejvyššího soudu a v letech 1975 až 1978 jako generální prokurátor a též jako děkan právnické fakulty na Hebrejské univerzitě. Soudkyně amerického Nejvyššího soudu Elena Kaganová se o Barakovi vyjádřila jako o izraelském „Johnu Marshallovi“ a svém hrdinovi. V roce 1975 mu byla udělena Izraelská cena v oblasti právních věd.
V roce 2005 byl v internetové soutěži 200 největších Izraelců deníku Ynet zvolen 39. největším Izraelcem všech dob.